# Dishwalla
Dishwalla est un groupe de rock fondé en 1992 par J.R. Richards et Rodney Browning Cravens à Santa Barbara (Californie).

## Discographie
- 1995 : Pet your friends
- 1998 : And you think you know what life's about
- 2002 : Opaline
- 2003 : Live... Greetings From The Flow State
- 2005 : Dishwalla
- 2017 : Juniper Road

## Anecdotes
- On entend la chanson Charlie Brown's Parents dans le tout premier épisode de la célèbre série télévisée d'animation Daria ;
- On peut entendre la chanson Angels Or Devils dans l'épisode 8 de la saison 2 de Smallville intitulé Ryan ;
- On peut entendre la chanson Collide dans l'épisode 3 de la saison 5 de Smallville intitulé Sacrifice ;
- Ils sont apparus dans l'épisode 4 de la saison 2 de la série Charmed Une musique d'enfer.
- Ted raconte qu'il avait fait découvrir à Lilly le groupe lorsqu'ils étaient à la fac dans l'épisode 7 de la saison 8 de How I Met Your Mother mais en réalité c'est elle qui le lui a fait découvrir.